# UNI Wereldvakbond
UNI Wereldvakbond (Engels: Union Network International Global Union, kortweg UNI Global Union) is een internationale vakbondsfederatie.

## Geschiedenis
UNI werd opgericht op 1 januari 2000 na de fusie van de Internationale Federatie van Bedienden, Technici en Kaderleden (FIET), Communications International (IC), Media and Entertainment International (MEI) en de Internationale Federatie van de Grafische sector (FGI).
Het Eerste congres van deze internationale vakbeweging vond plaats in van 5 tot 9 september 2001 te Berlijn.

## Structuur
De hoofdzetel is gevestigd in Nyon nabij Genève in Zwitserland.

### Bestuur
| Tijdspanne   | Voorzitter      |
| ------------ | --------------- |
| 2000 - 2001  | Kurt van Haaren |
| 2001 - 2003  | Maj-Len Remahl  |
| 2003 - 2010  | Joe Hansen      |
| 2010 - 2014  | Joe de Bruyn    |
| 2014 - 2018  | Ann Selin       |
| 2018 - heden | Ruben Cortina   |

| Tijdspanne   | Algemeen secretaris |
| ------------ | ------------------- |
| 2001 - 2018  | Philip Jennings     |
| 2018 - heden | Christy Hoffman     |

### Congressen
| Congres | Datum              | Locatie   |
| ------- | ------------------ | --------- |
| 1       | 5-9 september 2001 | Berlijn   |
| 2       | augustus 2005      | Chicago   |
| 3       | 9-12 november 2010 | Nagasaki  |
| 4       | 7-10 december 2014 | Kaapstad  |
| 5       | 16-19 juni 2018    | Liverpool |

## Leden
De koepelorganisatie telt ca. 20 miljoen leden aangesloten bij meer dan 900 geassocieerde vakbonden in 140 landen.
UNI is actief op alle continenten en heeft 4 continentale afdelingen:
| Afdeling            | Hoofdzetel              |
| ------------------- | ----------------------- |
| UNI-Europa          | Brussel                 |
| UNI-Afrika          | Abidjan en Johannesburg |
| UNI-Amerika         | Panama                  |
| UNI-Azië en Oceanië | Singapore               |